# Maria od Aniołów
Maria od Aniołów, właśc. Marianna Fontanella (ur. 7 stycznia 1661 w Turynie, zm. 16 grudnia 1717 tamże) – włoska karmelitanka bosa (OCD), dziewica i błogosławiona Kościoła rzymskokatolickiego.
Urodziła się w wielodzietnej hrabiowskiej rodzinie Giovanniego Fontanella di Baldissero i Marii Tana di Santena. Mając 15 lat w 1676 roku wstąpiła do klasztoru karmelitanek bosych św. Krystyny w Turynie i otrzymała imię zakonne Maria od Aniołów. W 1691 roku mianowano ją mistrzynią nowicjatu, potem na wniosek Sebastiana Valfre założyła klasztor.
Zmarła w wieku 56 lat w opinii świętości.
Została beatyfikowana przez papieża Piusa IX w dniu 14 maja 1865 roku, jako pierwsza błogosławiona wśród karmelitanek bosych we Włoszech.